# Chapelle Saint-Hubert de Berniprey
La chapelle Saint-Hubert de Berniprey est une chapelle située à Ban-sur-Meurthe-Clefcy dans le département des Vosges en région Grand Est.

## Situation
Le monument est situé au bord d'un chemin forestier sur un méplat rocheux, à l'écart du village, dominant la vallée de la Meurthe.

## Historique
Construite en 1715 par Valentin Valentin et Anne Marchal, la bénédiction a eu lieu le 26 juin 1715 par Perrotey, un official de Saint-Dié.
La chapelle est inscrite au titre des monuments historiques par arrêté du 5 avril 1993.